# New Boston (New Hampshire)
New Boston – miasto w Stanach Zjednoczonych, w stanie New Hampshire, w hrabstwie Hillsborough.